# Juan de Sámano
Juan José Francisco de Sámano y Uribarri de Rebollar y Mazorra (Selaya, Cantabria, 30 de agosto de 1753-Panamá, 1821) fue un militar español, considerado el último virrey efectivo del Virreinato de Nueva Granada.

## Primeros años
Perteneciente a una familia con una larga tradición en la milicia. Hijo de Agustín de Sámano y Clara de Uribarri Mazorra. Juan de Sámano, Virrey de Nueva Granada. En 1771 era cadete, y teniente de infantería ocho años después. Fue profesor de matemáticas en la Academia Militar de Barcelona (España), donde estuvo 5 años. 
En 1780 fue trasladado a Indias; primero Puerto Rico, luego Cuba y finalmente Cartagena de Indias, con el empleo de teniente. En 1785 regresó a Europa, en 1789 alcanzó el grado militar de capitán, y en lucha con la Francia revolucionaria a órdenes del general Ventura Caro; en uno de los combates fue herido en ambos muslos. En su estancia en el Regimiento de Infantería de la Corona, fue admitido como caballero en la Orden Militar de Alcántara. 
En 1794 fue nuevamente destinado a Nueva Granada como comandante del Batallón Auxiliar de la Nueva Granada con el grado de teniente coronel. Fue comisionado como gobernante en Riohacha en 1806, rechazando un ataque inglés. De Riohacha pasó a Santafé de Bogotá, donde llegó con 30 soldados pardos de caballería en 1809, ofreciéndose como voluntario al virrey Amar y Borbón para luchar contra los rebeldes.

## Revolución hispanoamericana
El 20 de julio de 1810, el coronel Juan Sámano comandaba el batallón de infantería Auxiliar en Santafé de Bogotá cuando ocurrieron los hechos del grito de independencia. Su segundo en la autoridad del mando militar era el sargento mayor José María Moledo, quien con otros oficiales como el capitán Antonio Baraya no sólo simpatizaron con la revolución, sino que tomaron parte en ella. Sámano esperó ansiosamente la orden del virrey para suprimir la revuelta, permaneció en su cuartel toda la noche, vigilado por Moledo y por Baraya, quienes habían jurado obedecer a la Junta Suprema de Santa Fe.
Al no llegar ninguna instrucción por parte del virrey, a las 5 de la mañana del 21 de julio, el coronel Sámano prestó juramento ante el presidente de la Junta, don José Miguel Pey. Según el historiador José Manuel Groot, tras prestar el juramento Pey le había dicho a Sámano la siguiente frase "Señor don Juan, que estás promesas no se cumplan cómo las de Quito". Por orden de la misma junta, Sámano fue relevado en el comando del batallón Auxiliar y fue reemplazado por el sargento mayor José María Moledo, quien fue ascendido a teniente coronel por la junta. Con la entrega del batallón Auxiliar a la junta todas las armas de la ciudad quedaron bajo el control del gobierno patriota. 
El fracaso por parte de Sámano al no poder suprimir la revuelta ese día, terminó siendo una de las grandes razones por el éxito de la revuelta. Esto quedó expuesto en un oficio reservado escrito años más tarde por el general Pablo Morillo donde decía que: 
"Desde antes de la revolución que hizo deponer al virrey Amar, era Sámano conocido por la rigidez de sus costumbres, conocimientos militares y carácter inflexible contra los malos. Aquí es temido, y todos convienen en que si se le hubiera dejado obrar, no hubiera habido revolución"

### Ofensiva contra Quito
A Sámano se le expidió un pasaporte para que saliera del Nuevo Reino de Granada. Regresó a España, donde fue comisionado para pacificar la región de la Real Audiencia de Quito, que se había declarado independiente el 11 de octubre de 1811 bajo el nombre de Estado de Quito. Sámano se puso bajo órdenes del mariscal de campo Toribio Montes quien había sido nombrado como Gobernador y Presidente de la Real Audiencia de Quito.
Sámano al mando de tropas realistas americanas  venció a las tropas patriotas quiteñas, comandadas por Carlos de Montúfar y su tío Pedro de Montúfar, en la Batalla de Ibarra el 27 de noviembre de 1812,  entrando luego a la ciudad de Pasto tras la batalla. La victoria en Ibarra puso fin a la rebelión en esa provincia, poniéndola nuevamente bajo control de España tras un año de rebeldía. 

### Invasion de la Nueva Granada
Con Quito bajo el control otra vez de los españoles el gobernador Montes decidió invadir al territorio de la Nueva Granada. Desde Quito Montes nombró a Sámano como comandante de la expedición, quien había establecido en la ciudad Pasto su base de operaciones, ahí Samano agrupó sus fuerzas y recibió auxilios desde Quito. Con los auxilios recibidos desde Quito, Sámano logró reunir a unos 2.000 tropas compuestos de las milicias de Pasto, compuestas por seis compañías de 100 hombres cada una y una compañía de caballería de lanza de 60 jinetes, y las guerrillas patianas. También tenía  1.500 fusileros y 500 de caballería y artillería.
Organizado su ejército y después de dejar a Pasto guarnecida con tres compañías, se movió en los primeros días de junio de 1813 sobre Popayán, que se encontraba defendida solamente por 300 hombres al mando del teniente coronel José Ignacio Rodríguez. Desde la población de Mercaderes, Sámano envió una intimación a la junta y continuó su marcha sobre Popayán; luego destacó a un capitán de apellido Vélez con la misma propuesta. Ante estos hechos, la Junta de la ciudad convocó un cabildo abierto, donde propusieron resistir a los realistas, pero debido a la falta de tropa no fue posible. La junta entonces propuso capitulaciones y nombró para llevar a cabo los arreglos a don Ramón Pardo, oficial de la marina española, quien había sido capturado en la Batalla Naval de Iscuandé, y a uno de sus miembros, el doctor José Antonio Pérez Valencia, quienes se presentaron en el cuartel de Sámano situado en la población de El Tambo al  oriente de la ciudad. Sámano no aceptó la capitulación propuesta por la junta sino un sometimiento incondicional y se negó a dar una contestación por escrito. 
En esta situación, el gobernador de Popayán, Mazuera, decidió abandonar la ciudad y dirigirse a La Plata, mientras que el teniente coronel Rodríguez, con la tropa de la guarnición de Popayán a su mando, emprendió la retirada al Valle del Cauca, dejando libre a Popayán, a la cual entró el brigadier Sámano y su ejército el 1 de julio de 1813 y ordenó inmediatamente la persecución de Rodríguez con un fuerte destacamento. La conducta de Sámano y sus tropas, en desacuerdo con las órdenes recibidas del gobernador Montes, fue inicua. Además de esta conducta, Sámano también proclamó allí mismo la adhesión a la  Constitución de Cádiz.  
El brigadier español continuó su marcha en persecución de las fuerzas patriotas del coronel Rodríguez, invadió el Valle del Cauca y capturó a la ciudad de Cali, el 18 de julio. Desde esa ciudad ordenó colocar un destacamento en el sitio de Las Juntas, con el fin de bloquear a los patriotas por falta de recursos, pues pensaba también cerrar el camino de Cartago para el Chocó. Al llegar a Cali las tropas de Sámano habían capturado ya muchos elementos bélicos de los patriotas, entre ellos dos cañones calibre de a cuatro fundidos en Lima y sus accesorios, los cuales habían sido tomados al antiguo gobernador de Popayán, Miguel Tacón y Rosique, en la batalla de Iscuandé, catorce fusiles, cinco escopetas, 172 lanzas, cinco pistolas y municiones de varias clases. 
El coronel Rodríguez, sintiéndose incapaz de hacerle frente a las tropas de Sámano decidió licenciar sus tropas en la población de La Candelaria, dejándolas en libertad de tomar el camino que quisieran. Algunos de estas tropas que no se habían dispersado llegaron a la ciudad de Cartago donde se encontraron con el teniente coronel francés Manuel Roergas Serviez, quien había sido mandado desde Santafé para servir de instructor militar para las tropas de Popayán. Serviez tomó el mando de estas tropas, unos 150 en total, y los organizó para resistir a los realistas. 
El 5 de agosto Sámano y su ejército llegaron a Cartago, Serviez y su columna habían ocupado una posición ventajosa por el terreno llamada Cerro-Gordo, a la entrada de la montaña del Quindío. El 6 de agosto se libró la Acción de La Caña, cuando Sámano se lanzó al ataque, donde logró vencer a las tropas de Serviez y forzándolas a replegarse a Ibagué, al otro lado de la montaña. La victoria realista resultó en la captura de 100 armas de fuego, 12 cañones de a uno, cuarto esmeriles y una bandera. 
A pesar de la victoria, Sámano no se atrevió a perseguir a los derrotados, sino decidió a retirarse  en dirección a Cartago y Popayán ya que no le daba importancia a las fuerzas patriotas que se concentraban en Ibagué. Esta decisión terminó siendo un error táctico por parte de Sámano ya que: 
"si solo hubiera desplegado una columna de 400 hombres para marchar hacia el norte, se habría apoderado de la rica provincia de Antioquia sin disparar un tiro, pero, dada la debilidad de los patriotas en la región, consideró que la campaña había terminado".
Al llegar de regreso a Popayán, continuó su política de abusos contra los habitantes de la ciudad.

### Campaña de Nariño en el Sur
La invasión del sur de la nueva Granada causó consternación y preocupación en el centro del país, los gobiernos patriotas de las Provincias Unidas de la Nueva Granada y también del Estado Libre de Cundinamarca decidieron trabajar en concierto para enfrentar la amenaza realista en el sur del país. El presidente de Cundinamarca, Antonio Nariño ofreció comandar la expedición para liberar a Popayán y al resto del sur del país, esta propuesta fue aceptada y se levantó una fuerza de cerca de 2.000 tropas para la expedición. A mediados de julio de 1813 empezaron a salir tropas de Santafé en dirección al sur para empezar la campaña. 
Al comenzar esta campaña Sámano se encontraba aún en Popayán con alrededor de 1.700 hombres. El gobernador Montes desde Quito ordenó repetidamente a Sámano que desplegará una fuerza de al menos 800 hombres al otro lado de la cordillera y hacerse fuerte en La Plata, donde Nariño quería hacer su punto de encuentro para todas sus fuerzas, pero Sámano se tardó en moverse y la población fue tomada por Nariño. 

#### Batalla del Alto Palacé
Cuando Nariño inició su marcha Sámano dividió sus fuerzas en dos, la primera tenía unos 500 infantes, y algunas piezas de artillería dirigidas por oficiales del Regimiento Real de Lima, y algunas compañías de jinetes patianos, esta fuerza estaba bajo el mando del teniente coronel Ignacio Asín y destinado para proteger el norte de Popayán posicionándolos en Quilichao, para hacerle frente al batallón de Antioquia quien venía marchando por el Valle del Cauca. Mientras que el resto de la fuerza al mando de Sámano se hizo fuerte en el puente que cruzaba el río Palacé en un sector conocido como el Alto Palacé. Ahí colocó sus tropas en tres puntos: en la llanura había varios grupos formados en batalla con dos piezas de artillería y la cabaliería; sobre el puente tenía una división y otra en el bosque que dominaba el camino, cubierta con los árboles de tal modo que, con respecto a los patriotas, el río quedaba a la derecha, el campo realista a la izquierda y al frente las emboscadas. 
El 30 de diciembre de 1813 se libró la  la batalla del Alto Palacé, la división de vanguardia del ejército patriota al mando del coronel José María Cabal logró forzar su paso por el puente sobre el río. El combate resultó en una derrota para Sámano quien fue forzado a replegarse hacia Popayán donde destruyó el parque, pensando que la caballería patriota lo perseguía, después se dirigió a El Tambo, dejando que Popayán cayera en manos de los patriotas. Ese mismo día desde El Tambo escribió al teniente coronel Asín para que se le reuniera en una operación convergente sobre el ejército patriota.

#### Batalla de Calibío
Tras recibir las noticias sobre lo ocurrido en el Alto Palacé, el teniente coronel Asín marchó rápidamente para reunirse con Sámano. Marchó hacia el alto de Piendamó, donde fue bloqueado por los patriotas, quienes intentaron intimarlo a rendirse, a lo cual Asín contestó rudamente al coronel Urdaneta quien había sido mandado por Nariño para proponerle su rendición. A pesar de la presencia de las tropas patriotas, en la noche del 8 y 9 de enero de 1814, Asín ejecutó una hábil maniobra desde su campo, distante diez kilómetros al norte del de Nariño, para unirse a su con Sámano; por el camino de la hacienda La Pedregosa, de los Casa-Valencia, pasó el río Palacé y llegó a la hacienda de Calibío. Con la llegada de Asín, Sámano logró la concentración de todas las fuerzas españolas del Cauca en este punto para presentar la batalla. 
Desde ese momento Sámano contaba con una fuerza de 1.025 hombres, muy buena artillería y caballería. 
El 15 de enero de 1814, se libró la batalla de Calibío, el día de la batalla Sámano organizó sus fuerzas en una formación en "cuadrilongo", colocó en el centro la división de Lima, en el ala derecha las tropas colecticias de Almaguer y Popayán y unidades de Patía, y por la izquierda los batallones de Pasto, la artillería se colocó al frente en el llano de Calibío. Al llegar el ejército patriota los recibió con una ráfaga de artillería. Por una hora los dos bandos intercambiaron disparos de fusileria y artillería. Nariño ordenó el ataque de su flanco derecho al mando del coronel Cabal. Tan pronto Sámano se dio cuenta del ataque de Cabal por la derecha, desplegó cincuenta hombres y una pieza de artillería a una eminencia situada a la izquierda de la posición realista y la división de Lima enfocó sus baterías para tratar de detener el ataque principal de ios patriotas. Pero el ataque del batallón Granaderos de Cundinamarca al flanco derecho realista desbarató la formación de milicias que huyeron del campo permitiendo a los patriotas apoderarse de la artillería, penetrar en el dispositivo enemigo y envolver con la caballería que atacó por el flanco derecho y la espalda de la división de Lima. En este momento, sobre el ala izquierda de la posición española murió el teniente coronel Asín, cuando resistía bravamente el empuje de la división del coronel Cabal. Sámano, al no contar con unidad de reserva, lo cual le hubiera permitido reforzar cualquier punto de su dispositivo, opuso al ataque por retaguardia tropas de Pasto, pero el envolvimiento se había producido de tal manera que con las tropas de línea tuvo que retirarse en completa derrota al Tambo por los vados del Cauca. 
La derrota fue total para el ejército realista, donde perdieron una gran cantidad de soldados y equipamientos. Sámano inició una desastrosa retirada con un reducido grupo de soldados a Pasto. Al percatarse de tan total derrota el gobernador Montes relevo a Sámano de su mando y lo reemplazó por el mariscal de campo Melchor Aymerich. .   Montes, también acusó a Sámano ante el virrey de la Nueva Granada, Benito Pérez por su falta de conducta que terminó con la derrota a lo que tuvo que viajar Quito para enfrentar el proceso en su contra. 

### Reconquista española de la Nueva Granada
Retirado a Quito, fue encargado nuevamente de otra expedición realista sobre la Nueva Granada. Se le restituyó el mando en Pasto, y el 29 de junio de 1816 obtuvo la decisiva victoria en la Batalla de la Cuchilla del Tambo sobre el rebelde Liborio Mejía. En el campo de batalla quedaron 250 muertos y en poder de Sámano, 300 prisioneros y todo su armamento y pertrechos.
El 1 de julio de 1816 las tropas de Sámano ocuparon nuevamente Popayán. Entre los prisioneros patriotas se encontraba el joven soldado José Hilario López, que se salvó de la muerte por circunstancias inesperadas y llegó a ser presidente de Colombia entre los años 1849 y 1853. Asimismo ordenó el fusilamiento del líder rebelde y aristócrata quiteño Carlos de Montúfar y del sabio neogranadino Francisco José de Caldas. 
Ascendido a Mariscal, Morillo le entregó el mando de Santa Fe de Bogotá como comandante general de la Nueva Granada. Sámano llegó a la capital el 23 de octubre de 1816, desde donde ejerció una represión sin sujeción al virrey Francisco José de Montalvo. Estableció tres tribunales: El Consejo Permanente de Guerra, que dictaba las sentencias de muerte contra los rebeldes; el Consejo de Purificación, que juzgaba a aquellos insurgentes que en su concepto no fueran merecedores de la pena capital; y la Junta de Secuestros, destinada a embargar los bienes de los comprometidos en el delito de rebeldía.
Entre los rebeldes ejecutados se encontraban Camilo Torres, el Sabio Caldas, Joaquín Camacho, Frutos Joaquín Gutiérrez, Antonio Villavicencio, Antonio Baraya, José María Carbonell, Liborio Mejía, Jorge Tadeo Lozano, Policarpa Salavarrieta, Alejo Sabaraín Ramos y Francisco Javier García de Hevia.

## Virreinato
En agosto de 1817 recibió el nombramiento de virrey, gobernador, capitán general y presidente de la audiencia del renacido Virreinato de Nueva Granada, y por real cédula se le concedió la gran cruz de la Orden de San Hermenegildo, por sus servicios a la Corona. El 9 de marzo de 1818, Sámano tomó solemne posesión de los cargos. Fundó la Academia de Medicina en Bogotá, pero la Audiencia envió quejas contra el virrey a Madrid. 
El 9 de agosto de 1819 llegó la noticia a la capital de la derrota de las tropas de apoyo comandadas por José Barreiro en la batalla de Boyacá, con lo cual Sámano huyó precipitadamente a Cartagena de Indias, donde su autoridad fue desconocida. Al huir, pronunció la frase "Huyamos antes de que nos atrapen esos cobardes". Navegó hasta la colonia británica de Jamaica, apareciendo luego en Panamá, sin mando administrativo ni mando directo de tropas. En esta situación dimitió, anciano y abrumado por las enfermedades, quedándose a vivir en la ciudad hasta su muerte en julio de 1821, en espera del permiso para volver a España.
| Predecesor: Francisco Montalvo y Ambulodi | Virrey de Nueva Granada 1818-1819 | Sucesor: Juan de la Cruz Mourgeon (no llegó a tomar posesión) |